# Municipio de Beaver (Misuri)
El municipio de Beaver (en inglés: Beaver Township) es un municipio ubicado en el condado de Taney en el estado estadounidense de Misuri. En el año 2010 tenía una población de 890 habitantes y una densidad poblacional de 2,16 personas por km².

## Geografía
El municipio de Beaver se encuentra ubicado en las coordenadas 36°42′00″N 92°54′24″O / 36.70000, -92.90667. Según la Oficina del Censo de los Estados Unidos, el municipio tiene una superficie total de 412.1 km², de la cual 412,09 km² corresponden a tierra firme y (0 %) 0.01 km² es agua.

## Demografía
Según el censo de 2010, había 890 personas residiendo en el municipio de Beaver. La densidad de población era de 2,16 hab./km². De los 890 habitantes, el municipio de Beaver estaba compuesto por el 98,09 % blancos, el 0,45 % eran amerindios, el 0,34 % eran asiáticos y el 1,12 % eran de una mezcla de razas. Del total de la población el 0,45 % eran hispanos o latinos de cualquier raza.